# Paul Flory
Paul John Flory (Sterling (Illinois), 9 juni 1910 – Big Sur (California), 9 september 1985) was een Amerikaanse chemicus die bekend is geworden vanwege zijn vele werk op het gebied van de polymeren. Hij was een pionier in het begrijpen van het gedrag van polymeren in een oplossing. In 1974 won hij de Nobelprijs voor de Scheikunde.

## Biografie
Flory was de zoon van Ezra Young Flory (1870-1940) en Martha Brumbaugh Flory (1871-1905). Hij had twee oudere stiefzussen, Margaret en Miriam, en een oudere broer, James. Hij behaalde zijn bachelor aan het Manchester College in 1931 en zijn doctoraal aan de Ohio State University in 1934. Zijn eerste aanstelling was bij DuPont, waar hij samenwerkte met Wallace Carothers.
Flory nam aan dat bij condensatiepolymerisatie de reactiviteit van de eindgroep afneemt als het molecuul groter wordt. En door aan te nemen dat de reactiviteit onafhankelijk is van de grootte van het molecuul, kon hij afleiden dat het aantal aanwezige ketens exponentieel met de grootte afneemt. Bij additiepolymerisatie introduceerde hij het belangrijke concept ketenoverdracht om de kinetiekvergelijkingen te verbeteren en enkele problemen over het begrip van de polymeergrootteverdeling op te lossen.
In 1938, na de dood van Carothers, ging Flory naar de Universiteit of Cincinnati. Hier ontwikkelde hij een wiskundige theorie voor de polymerisatie van verbindingen met meer dan twee functionele groepen en de theorie van polymeernetwerken. In 1940 ging Flory naar het Linden (New Jersey) laboratorium van de Standard Oil Developement Company waar hij een statistische mechanische theorie ontwikkelde voor polymeermengsels.
Flory introduceerde het begrip uitgesloten volume, in 1934 door Werner Kuhn geïntroduceerd, bij de polymeren. Het uitgesloten volume verwijst naar het idee dat een deel van een molecuul met een lange keten niet dat deel van de ruimte kan bezetten dat al door een ander deel van het molecuul bezet is. Hierdoor zorgt het uitgesloten volume ervoor dat de uiteinden van een polymeerketen in een oplossing gemiddeld verder vanelkaar vandaan zitten dan ze zouden zitten wanneer er geen uitgesloten volume zou zijn. De erkenning dat het uitgesloten volume een belangrijke factor is bij de analyse van moleculen met lange ketens in een oplossing, was een belangrijke conceptuele doorbraak en leidde tot de verklaring van verschillende experimentele resultaten. Het leidde ook tot het begrip thètapunt, de condities waaronder een experiment uitgevoerd kan worden waarbij het uitgesloten volume wordt geneutraliseerd. Bij het thètapunt gedraagt de keten zich ideaal. De langeafstandsinteracties, veroorzaakt door het uitgesloten volume, worden dan tenietgedaan, zodat korteafstandskenmerken, zoals rotaties en sterische interacties tussen buurgroepen, eenvoudig gemeten kunnen worden.
In 1948 werd hij benoemd tot hoogleraar scheikunde aan de Cornell-universiteit, van 1957 tot 1961 was hij Director of Research van het Mellon Instituut, Carnegie Mellon University, en van 1961 tot 1966 hoogleraar scheikunde aan de Stanford-universiteit. Van 1966 tot aan zijn emeritaat in 1975 was Flory de Jackson-Wood professor aan Stanford. In 1974 ontving hij de Nobelprijs voor de Scheikunde voor zijn fundamentele bijdragen, zowel theoretisch als experimenteel, in de fysische chemie van macromoleculen. Na zijn emeritaat werd hij een publiek pleitbezorger voor de mensenrechten in de Sovjet-Unie en Oost-Europa.
Hij overleed in 1985 aan de gevolgen van een hartaanval. Hij was gehuwd met Emily Catherine Flory; ze hadden twee dochters, Melinda en Susan, en een zoon, Paul John jr.
1901: Van 't Hoff ·
1902: E. Fischer ·
1903: Arrhenius ·
1904: Ramsay ·
1905: Baeyer ·
1906: Moissan ·
1907: Buchner ·
1908: Rutherford ·
1909: Ostwald ·
1910: Wallach ·
1911: Curie ·
1912: Grignard, Sabatier ·
1913: Werner ·
1914: Richards ·
1915: Willstätter ·
1918: Haber ·
1920: Nernst ·
1921: Soddy ·
1922: Aston ·
1923: Pregl ·
1925: Zsigmondy ·
1926: Svedberg ·
1927: Wieland ·
1928: Windaus ·
1929: Harden, Euler-Chelpin ·
1930: H. Fischer · 
1931: Bosch, Bergius ·
1932: Langmuir ·
1934: Urey ·
1935: F. Joliot-Curie, I. Joliot-Curie ·
1936: Debye ·
1937: Haworth, Karrer ·
1938: Kuhn ·
1939: Butenandt, Ružička ·
1943: Hevesy · 
1944: Hahn ·
1945: Virtanen ·
1946: Sumner, Northrop, Stanley ·
1947: Robinson · 
1948: Tiselius · 
1949: Giauque ·
1950: Diels, Alder ·
1951: McMillan, Seaborg ·
1952: Martin, Synge ·
1953: Staudinger ·
1954: Pauling ·
1955: Vigneaud ·
1956: Hinshelwood, Semjonov ·
1957: Todd ·
1958: Sanger ·
1959: Heyrovský ·
1960: Libby ·
1961: Calvin ·
1962: Perutz, Kendrew ·
1963: Ziegler, Natta ·
1964: Hodgkin ·
1965: Woodward ·
1966: Mulliken ·
1967: Eigen, Norrish, Porter ·
1968: Onsager ·
1969: Barton, Hassel ·
1970: Leloir ·
1971: Herzberg ·
1972: Anfinsen, Moore, Stein · 
1973: E.O. Fischer, Wilkinson · 
1974: Flory ·
1975: Cornforth, Prelog ·
1976: Lipscomb ·
1977: Prigogine · 
1978: Mitchell ·
1979: Brown, Wittig ·
1980: Berg, Gilbert, Sanger ·
1981: Fukui, Hoffmann ·
1982: Klug ·
1983: Taube ·
1984: Merrifield ·
1985: Hauptman, Karle ·
1986: Herschbach, Lee, Polanyi ·
1987: Cram, Lehn, Pedersen ·
1988: Deisenhofer, Huber, Michel ·
1989: Altman, Cech ·
1990: Corey ·
1991: Ernst ·
1992: Marcus ·
1993: Mullis, Smith ·
1994: Olah ·
1995: Crutzen, Molina, Rowland ·
1996: Curl, Kroto, Smalley ·
1997: Boyer, Walker, Skou ·
1998: Kohn, Pople ·
1999: Zewail ·
2000: Heeger, MacDiarmid, Shirakawa ·
2001: Knowles, Noyori, Sharpless ·
2002: Fenn, Tanaka, Wüthrich ·
2003: Agre, MacKinnon ·
2004: Ciechanover, Hershko, Rose ·
2005: Grubbs, Schrock, Chauvin ·
2006: Kornberg ·
2007: Ertl ·
2008: Shimomura, Chalfie, Tsien ·
2009: Steitz, Yonath, Ramakrishnan ·
2010: Heck, Negishi, Suzuki ·
2011: Shechtman ·
2012: Kobilka, Lefkowitz ·
2013: Karplus, Levitt, Warshel ·
2014: Betzig, Hell, Moerner ·
2015: Lindahl, Modrich, Sancar ·
2016: Sauvage, Stoddart, Feringa ·
2017: Dubochet, Frank, Henderson · 
2018: Arnold, Winter, Smith ·   
2019: Goodenough, Whittingham, Yoshino ·
2020: Charpentier, Doudna ·
2021: List, MacMillan ·
2022: Bertozzi, Meldal, Sharpless ·
2023: Bawendi, Brus, Jekimov ·
2024: Baker, Hassabis, Jumper